# هنري كواندا

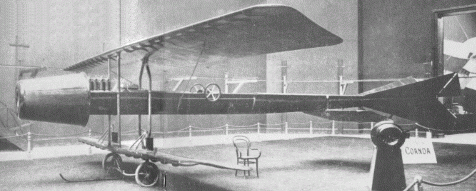
طائرة كواندا التي بناها عام 1910

هنري ماري كواندا (بالرومانية: Henri Marie Coandă)، (بالرومانية: Henri Marie Coandă)، (مواليد 7 يونيو 1886 - الوفاة 25 نوفمبر 1972)، عالم و مخترع روماني و رائد في علم الأيروديناميكا(7 يونيو 1886- 25 نوفمبر 1972)،بنى أول طائرة نفاثة في العالم كواندا 1910 وعرضت أول مرة عام 1910 في باريس لكنها تحطمت عند الهبوط. له عدة نظريات عن حركة الأجسام في الهواء وعن الديناميك كما له عدة اختراعات في علم الطيران. وتكريما له تم تسمية مطار بوخارست الدولي باسمه.